# Костянец (Ровненская область)
Костянец (укр. Костянець) — село в Мирогощанской сельской общине Дубенского района Ровненской области Украины.
Население по переписи 2001 года составляло 399 человек. Почтовый индекс — 35623. Телефонный код — 3656. Код КОАТУУ — 5621684203.